# Atreyu
Atreyu est un groupe de metalcore, originaire du comté d'Orange en Californie. Initialement formé en 1998 sous le nom de Retribution, le groupe change de nom peu de temps après avoir découvert qu'un groupe originaire de Californie portait déjà ce nom.

## Biographie

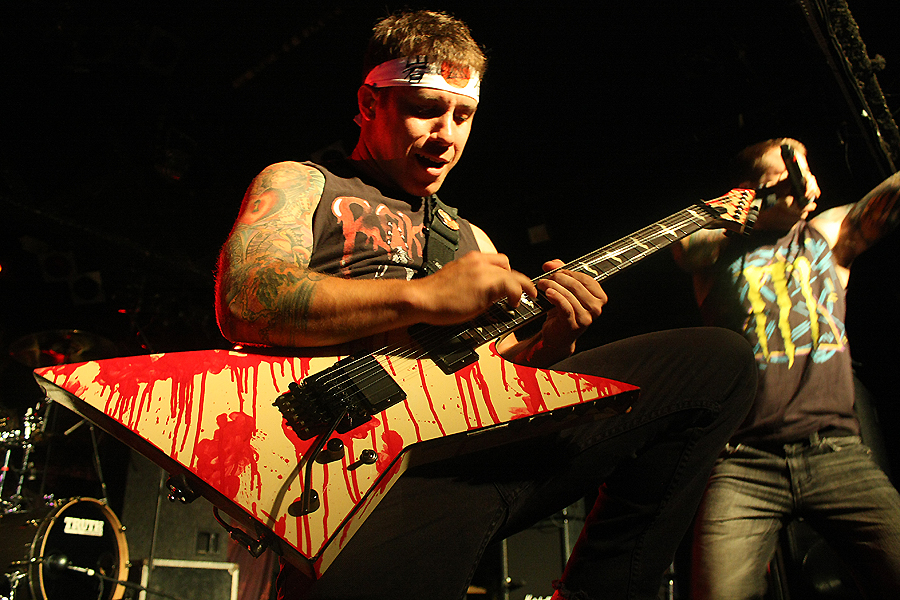
Le guitariste Dan Jacobs, sur scène en Espagne.

Le groupe est initialement formé sous le nom de Retribution, en 1998. Ils changent de nom peu de temps après avoir découvert qu'un groupe originaire de Californie portait déjà ce nom, Atreyu (en référence au personnage du film et livre L'histoire sans fin du même nom) voit donc le jour. Ils font paraître un EP de cinq morceaux intitulé Fractures in the Facade of Your Porcelain Beauty au label Tribunal Records. Atreyu signe avec Victory Records en 2001, et leurs albums les mieux accueillis seront publiés dans ce label.
Le deuxième album du groupe, The Curse, est publié en 2004, avec 450 000 exemplaires vendus. Le groupe participe ensuite à la bande originale du film Mr. et Mrs. Smith, une reprise du titre You Give Love a Bad Name de Bon Jovi. Après la sortie de The Curse, Atreyu entame par la suite une tournée aux côtés de Deftones et Thrice, lors du Taste of Chaos en 2005. Atreyu participe également à la bande originale de  Underworld: Evolution avec le titre Her Portrait in Black. Atreyu fait paraître son troisième album, A Death-Grip On Yesterday, le 28 mars 2006. L'album atteint la 8e place du Billboard 200, avec 69 000 exemplaires vendus. Au début de 2007, Atreyu signe un contrat de distribution américain et international avec le label Hollywood Records. Avec ce nouveau label, le groupe lance un quatrième album, Lead Sails Paper Anchor. Lead Sails Paper Anchor est publié le 29 août 2007, et débute à la 8e place du Billboard 200 avec 43 000 exemplaires vendus à sa première semaine.
Le cinquième album d'Atreyu, Congregation of the Damned, est publié le 27 octobre 2009.
Le groupe commence à jouer aux côtés de Hollywood Undead, Escape the Fate et The Sleeping en octobre, au K-Rockathon 14 du New York State Fairgrounds, Syracuse, New York,. En 2008, ils participent au Projekt Revolution Tour aux côtés de Linkin Park.
En janvier 2011, le leader d'Atreyu, Alex Varkatzas, annonce via son compte Twitter que le groupe prend une pause indéterminée, précisant que chacun d'entre eux avait d'autres projets musicaux à venir. Dans le même communiqué, Alex précise qu'il travaille avec un nouveau groupe, formé depuis peu avec le chanteur de Bleeding Through, Brendan Schiepatti. Le 11 mai 2013, le groupe adresse un message à leurs fans sur Facebook : « si vous voulez qu'Atreyu écrive une nouvelle chanson pour vous faire saigner vos oreilles... », ainsi qu'un désir de retourner à leur son de leur second album. Lors du mois de juillet 2014, le groupe annonce son retour via la page Facebook officielle du groupe, indiquant qu'ils feront un certain nombre de tournée avant de sortir leur nouvel album. Le 5 septembre 2014, le groupe fait paraître un nouveau single So Others May Live" sur YouTube, puis en téléchargement gratuit sur leur site officiel. Le groupe est annoncé pour le festival South by So What?! de mars 2015 au QuikTrip Park de Grand Prairie.

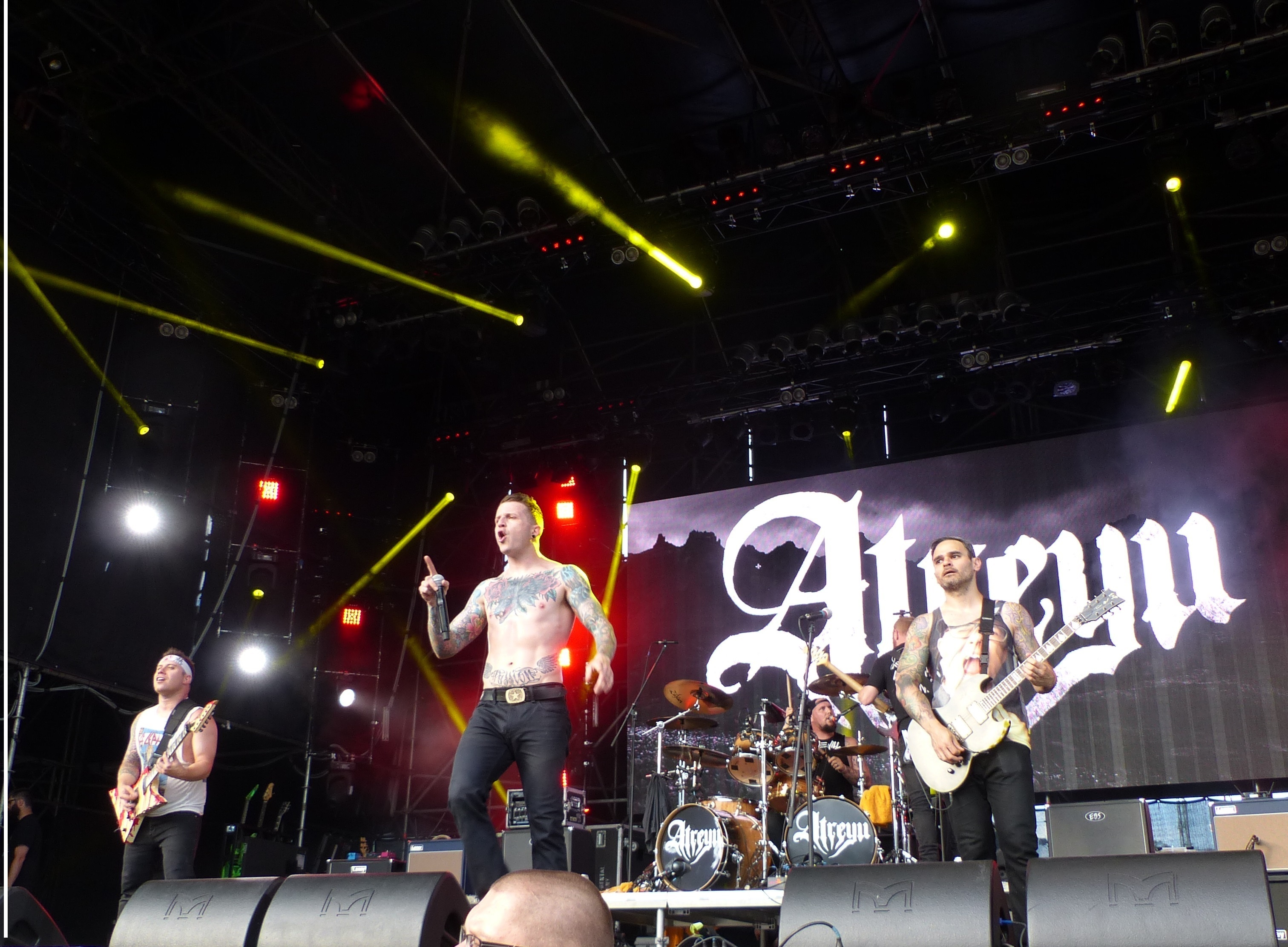
Atreyu - 2016

Le 17 juillet 2015, le groupe poste sur Youtube le clip d'un nouveau single intitulé Long Live tiré de leur futur album du même nom qui paraîtra le 18 septembre 2015 sous le label Spinefarm Records.
Le 24 août 2018, Atreyu dévoile deux nouveaux singles, In Our Wake et Anger Left Behind, et annonce que leur 7e album, In Our Wake sera disponible le 12 octobre 2018. Cet album est composé de 12 titres, dont Super Hero, né de la collaboration avec Aaron Gillespie d'Underoath et de M. Shadows d'Avenged Sevenfold.
Le 30 septembre 2020, le groupe annonce que le chanteur, Alex Varkatza, quitte le groupe. Le 15 octobre, ils sortent le titre Save Us, avec le batteur, Brandon Saller, qui ne se chargera plus que du chant clair et du nouveau batteur, Kyle Rosa. Les parties screamées seront assurées par le bassiste, Marc McKnigh. 
Le 4 mars, le groupe annonce son nouvel album, Baptize, prévu pour le 4 juin 2021 avec le label Spinefarm Records. Il comprendra comme invité Travis Barker, Jacoby Shaddix et Matt Heafy. 

## Membres

### Membres actuels
- Brandon Saller – chant clair, batterie, percussions, piano, guitare additionnelle (depuis 1998)
- Dan Jacobs – guitare, chœurs (depuis 1998)
- Travis Miguel – guitare (depuis 2000)
- Marc McKnight – basse, chant (depuis 2004)
- Kyle Rosa - Batterie (depuis 2021)

### Anciens membres
- Tim Brooks – basse (2003)
- Chris Thompson – basse (2001–2003)
- Kyle Stanley – basse (1998–2001)
- Bryan O'Donnell – basse (1998)
- Alex Varkatzas – chant (1998-2020)

## Discographie

### Albums studio
- 2002 : Suicide Notes and Butterfly Kisses
- 2004 : The Curse
- 2006 : A Death-Grip on Yesterday
- 2007 : Lead Sails Paper Anchor
- 2009 : Congregation of the Damned
- 2015 : Long Live
- 2018 : In Our Wake
- 2021 : Baptize
- 2023 : The Beautiful Dark of Life

### Contributions
- Her Portrait in Black sur la bande originale de Underworld : Evolution
- You Give Love a Bad Name sur la bande originale de Mr. et Mrs. Smith
- Right Side of the Bed sur la bande originale de Burnout 3
- Ravenous est une des musiques jouables sur Guitar Hero: Warriors of Rock
- So Others May Live est une des musiques jouables sur Guitar Hero Live